# Explay MID-725 3G
Explay MID-725 3G — планшет компании Explay, оснащенный 7-дюймовым экраном с разрешением 1024 x 600 пикселей и операционной системой Android. 

## Описание
Работает под управлением Android 2.3.1 GingerBread, обновляется до Android 4.0 Ice Crime Sandwich. Оснащён процессором RockChip 2918 с частотой 1.0 Гц и встроенным видеоускорителем Vivante GC800. Оперативная память аппарата — 1 Гб (доступно около 600 Мб на Android 4.0.3), постоянная память — 256 Мб (доступно 158 Мб). Поддерживаются карты памяти MicroSD, объёмом до 32 Гб. Имеет беспроводные сети Wi-Fi и 3G, встроенную память 4 Гб, тыловую камеру 2 МП для фото и видео.
Поставляется с литий-ионным аккумулятором ёмкостью 3600 mah, которого хватает на время работы (видео и при выключенном Wi-Fi) до 6 часов.

## Подключение
- Подключение к компьютеру по USB.
- Подключение внешних устройств по USB.
- Подключение к телевизору/монитору: mini HDMI.
- Выход аудио/наушники: 3.5 мм.